# エレベータークラブ

ドイツにおける代表的なエレベータークラブであるアルミニア・ビーレフェルトの成績。約30年間で15回の昇降格を繰り返した。とりわけ、90年代後半からは約10年間での昇降格は7回。

エレベータークラブ (ドイツ語: Fahrstuhlmannschaft) あるいはヨーヨークラブ (英語: Yo-yo club) とは、主にサッカーにおいて、上位リーグと下位リーグの昇降格を頻繁に繰り返すクラブを指す比喩表現。ドイツ語では、Fahrstuhl（エレベーター）という語が用いられ、英語ではヨーヨーに喩えられる。

## 概要
イングランドのプレミアリーグでは、ノリッジ・シティFC、レスター・シティFC、ミドルスブラFC、サンダーランドAFC、ウェスト・ブロムウィッチ・アルビオンFCなどが挙げられる。また、サッカー・ブンデスリーガ (ドイツ)では、アルミニア・ビーレフェルト、1.FCニュルンベルク、1.FCケルン、MSVデュースブルク、VfLボーフムなどが、その例とされる。キプロスのアリス・リマソールFCは1997年から10年連続で昇格と降格を繰り返し、これは世界記録となっている（2012年9月現在）。

## 日本におけるエレベータークラブ
各種媒体・ジャーナリストにより「エレベータークラブ」「ヨーヨークラブ」と言及のあるクラブは以下の通りである。
- 北海道コンサドーレ札幌 - サッカーキング編集部が2017年に「5季ぶりJ1の札幌　“エレベータークラブ”脱出への第一歩を踏み出す」と言及[2]。J2降格（J1参入決定戦敗退を含む）を5度経験しており、うち4度は後にJ1昇格（復帰）している。
- 横浜FC - 2023年12月にサッカーダイジェスト編集部は「近年の横浜FCは、昇格と降格を繰り返す、いわゆる“エレベータークラブ”となっている」と評している[3]。2019年から2025年まで7年間で5回ディビジョンを移動している。
- 湘南ベルマーレ - 隈元大吾が2017年のJリーグサッカーキングへの寄稿の中で「近年の成績だけを目で追えば、現在のベルマーレもそう（=「エレベータークラブ」と）評されるのかもしれない」と言及[4]。J2降格を4回経験し、2009年から9年間で7回ディビジョンを移動している。
- ジュビロ磐田 - 1990年代後半から2000年代前半にかけて幾度もタイトルを獲得し栄華を極めたが、2013年からの11年間で4度の降格と3度の昇格を経験。地元の静岡新聞から「エレベータークラブ」と評される[5]。
- 京都サンガF.C. - 大住良之が2012年に「降格4回、昇格3回。ウェストブロミッジに負けない『堂々たるヨーヨークラブ』」と言及[1]。
- 大分トリニータ - 中山淳がJ1からJ3まで全てを経験したクラブとして「日本でもっとも浮き沈みの激しいクラブ」と言及[6]。なお、2024シーズン時点でJ1・J2・J3の全3カテゴリを経験したクラブは大分の他に松本山雅FCとRB大宮アルディージャがある[7]。